# Football au Kosovo

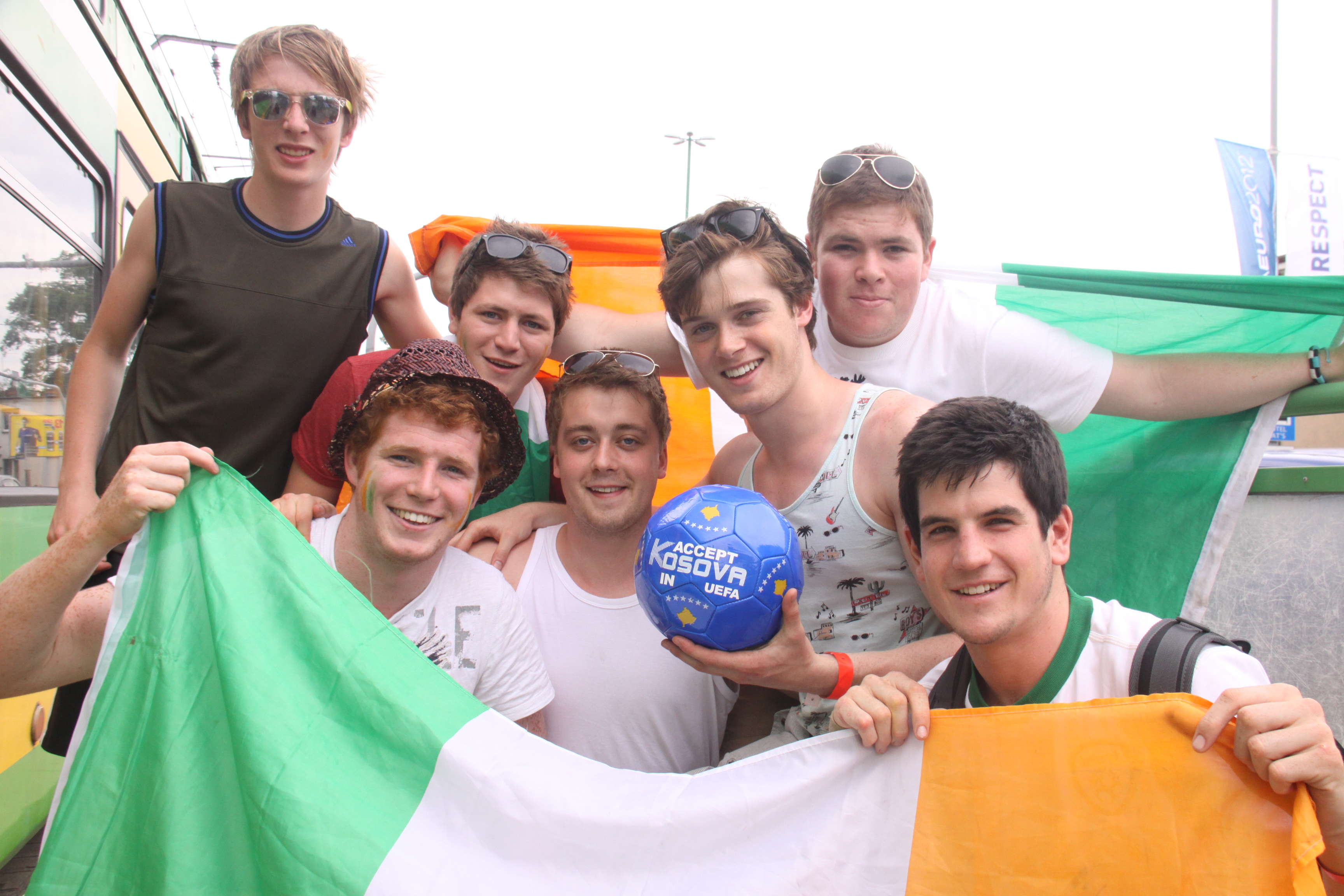
Supporteurs irlandais soutenant l'acceptation du Kosovo.

Le football est un des sports pratiqués au Kosovo.

## Organisation
Le football au Kosovo est organisé par la Fédération du Kosovo de football. Les clubs masculins sont répartis en 3 divisions, alors qu'il y a une seule division nationale pour les clubs féminins.
| Niveau | Championnat                       |
| ------ | --------------------------------- |
| 1      | Superliga 10 clubs                |
|        | ↓↑ 2 à 3 clubs                    |
| 2      | Liga e Parë 20 clubs en 2 groupes |
|        | ↓↑ 2 à 4 clubs                    |
| 3      | Liga e Dytë 16 clubs              |

| Niveau | Championnat     |
| ------ | --------------- |
| 1      | Liga e 11 clubs |

## Compétitions
- Championnat du Kosovo de football
- Championnat du Kosovo de football féminin
- Coupe du Kosovo de football

## Stades
Le seul stade du Kosovo répondant aux critères d'accueil des matchs officiels de l'Équipe du Kosovo de football est le stade de Fadil Vokrri, accueillant également les matchs à domicile du FC Pristina, localisé à Pristina.